# ماياصورا
الماياصورا (من الكلمتيين الإغريقيتين "μαία" و"σαύρα"، واللتين تعنيان «سحلية الأم الحنونة») هو جنس من الديناصورات الكبيرة ذات الأفواه الشبيهة بمناقير البط التي عاشت في المنطقة التي تمثل اليوم ولاية مونتانا خلال العصر الطباشيري المتأخر (في الفترة الكامبانية) قبل حوالي 74 مليون سنة.

## الوصف

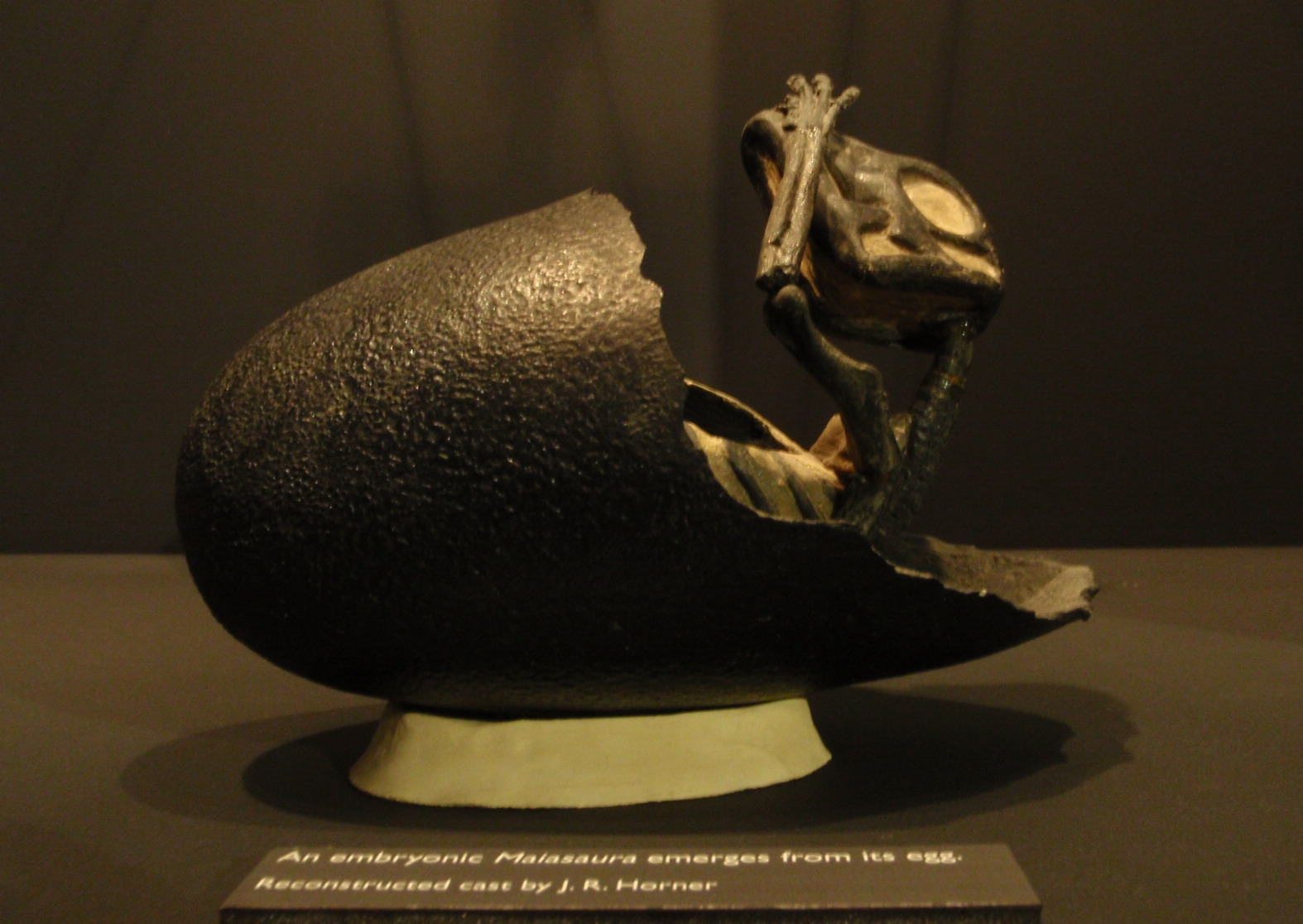
بيضة مايصورا مُعاد تشكيلها من جاك هورنر وهي موجودة في متحف جبال روكي.

الماياصورا هي ديناصورات كبيرة يَبلغ طول البالغ منها حوالي 9 أمتار، وهي تمتلك نموذجياً منقار الهادروصوريات المُستقيم وأنفها الطويل. تملك الماياصورا أيضاً عرفاً صغيراً شائكاً يَبرز من رأسها، ربما استخدمته أثناء مُصادمة الرؤوس في العراك الذي يَنشب بين الذكور خلال موسم التزاوج.
كانت هذه الديناصورات حيوانات عاشبة، وقد كان يُمكنها المَشي على ساقين أو على أربع على حد سواء. لا يَبدو أن الماياصورا كانت تملك أي وسائل دفاعية ضد مُفترسيها، لكن ربما يُوجد استثناءان من ذلك هما ذيلها الضخم الثقيل وأسلوب حياتها ضمن قطعان، فقد كانت قطعانها كبيرة جداً ومن المُحتمل أن أعداد الحيوانات فيها وصلت إلى 10,000 فرد في قطيع واحد.

## الاكتشاف

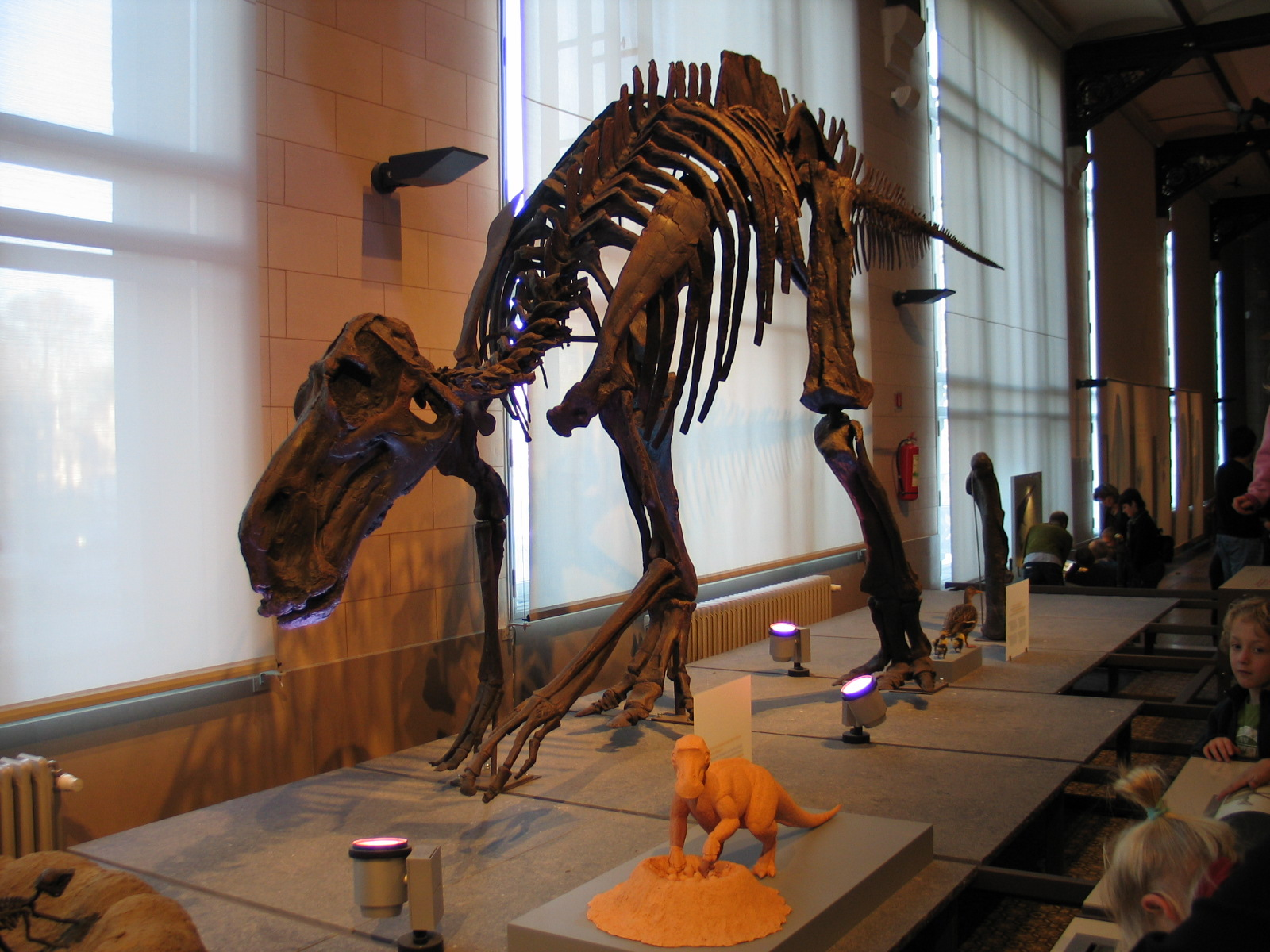
هيكل ماياصورا بالغ في متحف بلجيكي.

كان من اكتشف ديناصورات الماياصورا هو الإحاثي «لاوريي تريكسلر»، أما أول من وصفها فقد كانا الإحاثيين جون ر. هورنر (الاستشاري الإحاثي لسلسلة أفلام الحديقة الجوراسية) و«روبرت ماكيلا». وقد أطلقا هذا الاسم على الماياصورا نسبة إلى اكتشاف «ماريون براندفولد» لعش يَعود لهذه الديناصورات احتوى بقايا لقشور بيض وأطفالٍ كبيرين جداً لكي يَكونوا غير مُفقسين بعد (أي أنهم لا زلوا يُرعون داخل العش بالرغم من تفقسيهم)، ولذا فقد كان هذا هو أول برهان على أن ديناصورات كبيرة ما ترعى وتغذي صغارها. ولاحقاً تبعت هذا الاكتشاف اكتشافات أخرى في المنطقة حتى أصبحت تعرف بـ«جبل البيض» (وهي تقع في صخور تشكيل العلاجين قرب تشوتيو في غرب مونتانا)، وبالمُجمل عُثرَ في الموقع على أكثر 200 عينة مُختلفة.

## التكاثر

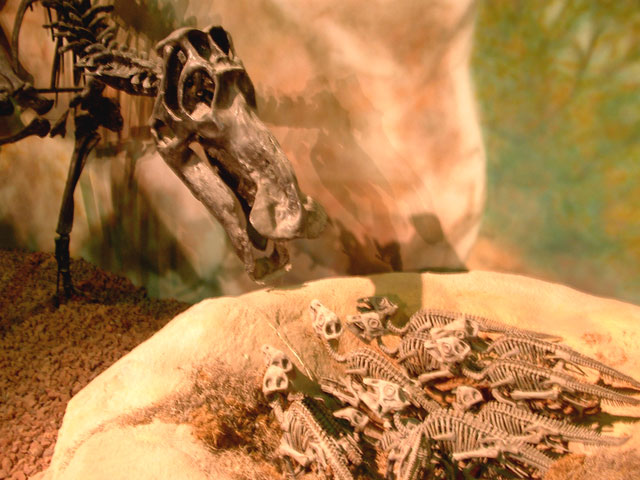
ماياصورا مع أطفالها حديثي التفقيس اكتشف عام 1978.

ربما عاشت الماياصورا في قطعان ورعت صغارها في مُستعمرات مُشتركة للأعشاش. وكانت تبنى الأعشاش في هذه المُستعمرات قريبة إلى بعضها البعض - مثل الأعشاش في مُستعمرات الطيور البحرية الحديثة -، فقد بلغت المسافة بين كل عشين في المُستعمرة حوالي 7 أمتار، وهذا أقل من طول حيوان بالغ من الماياصورا. كانت هذه الأعشاش مَصنوعة من التراب وتحتوي ما يَتراوح من 30 إلى 40 بيضة مَصفوفة في شكل دائري أو حلزوني، وقد كان حجم كل بيضة بحجم بيضة نعامة أفريقية.

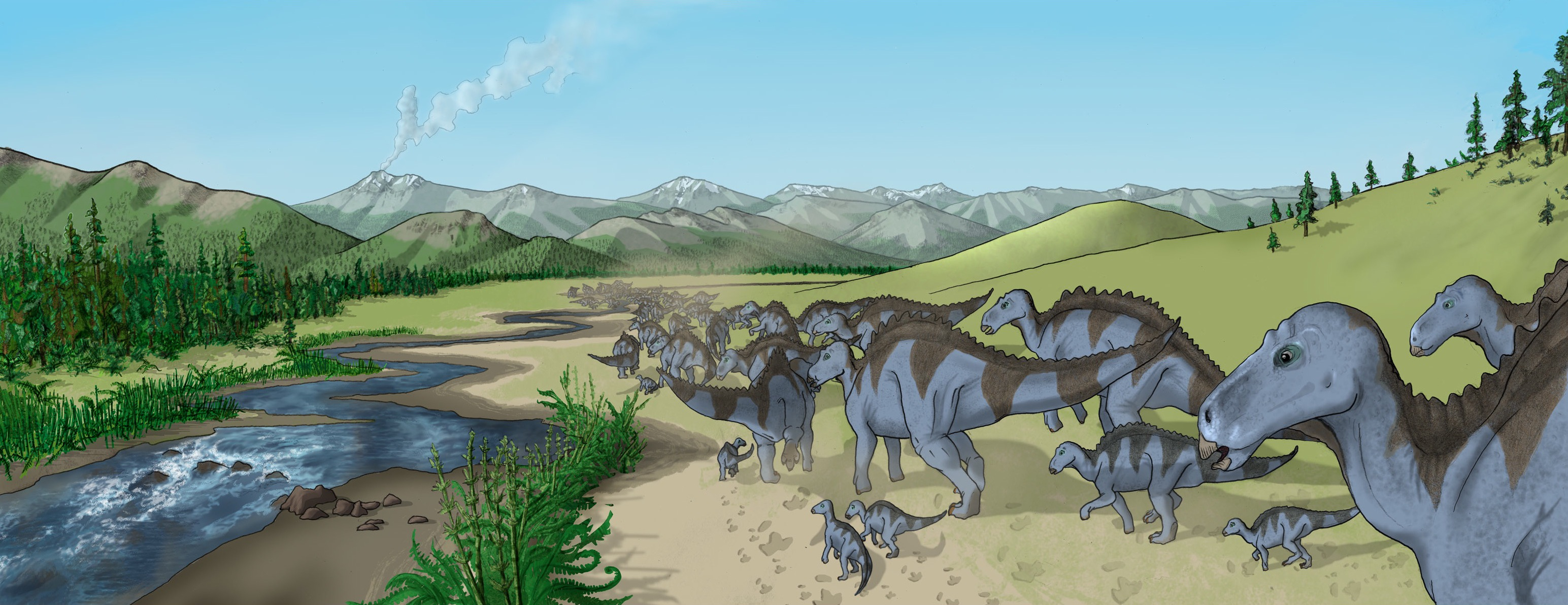
رسم يُظهر قطيعاً من الماياصورا بحذاء نهير، كما ظهر من أحافير تشكيل العلاجين. وقد كانت تتميز هذه المَنطقة بانتشار الرماد البُركاني ونباتات المخروطيات والسراخس والكنباث فيها.

كانت تحضن البيوض في أعشاش الماياصورا بالحرارة التي يُولدها تعفن الخضراوات التي وَضعها الوالدان داخل العش، وذلك على عكس الطريقة المُعتادة التي يَجلس فيها أحد الوالدين على العش. أما بخصوص ما بعد التفقيس من البيوض، فتظهر أحافير لأطفال ماياصورا أن أرجلها لم تكن مُتطورة تماماً بحيث تعطيها القدرة على المَشي، وهي تظهر أيضاً أن أسنانها كانت بالية جزئياً، مما يَعني أن الحيوانات البالغة هي التي كانت تجلب الطعام بنفسها إلى العش.
كان الأطفال حديثو التفقيس يَنمون بمُعدل يَتراوح من 41 إلى 150 سنتيمتر خلال سنتهم الأولى. وفي هذا الوقت - أو ربما بَعد سنة أخرى منه - يَترك الطفل العش. وربما يَكون مُعدل النمو العالي هذا دليلاً على حرارة دم هذه الحيوانات. يَملك الأطفال حديثو التفقيس تناسباً وجهياً مُختلفاً عن البالغين، فمثلاً يَملك الأطفال عيوناً أكبر وخطماً أقصر بالنسبة لباقي وجههم.